# Gyropsylla cannela
Gyropsylla cannela är en insektsart som först beskrevs av Crawford 1925.  Gyropsylla cannela ingår i släktet Gyropsylla och familjen rundbladloppor. Inga underarter finns listade i Catalogue of Life.